# Oscar Zucchi
Oscar D. Zucchi (Buenos Aires, ca. 1935, Buenos Aires 12 de septiembre de 2022[cita requerida]) fue un historiador e investigador argentino, especializado en el tango y dentro de ese campo en el bandoneón, materia en la cual está considerado el principal investigador del mundo.

## Biografía
Oscar Zucchi comenzó a estudiar Veterinaria en la Universidad de Buenos Aires y luego se doctoró en Veterinaria. A fines de la década de 1960, se vinculó con Luis Adolfo Sierra, el primer historiador del tango y se decidió a historiar el tango. Para ello inició una serie de entrevistas grabadas con los principales músicos de tango de Argentina, incluyendo en esas grabaciones interpretaciones privadas de dichos músicos. A la fecha ha superado los 300 músicos entrevistados. Con el paso de los años se fue especializando en los intérpretes del bandoneón, muchos de ellos olvidados, y en el instrumento mismo. En dichas fichas, en su mayoría inéditas, Zucchi precisó la composición de las orquestas de tango en cada momento.
En 1970 editó su primer libro, La bandoneonía porteña, para el Centro Editor de América Latina, y en 1977-1978 escribió varios capítulos de la Historia del Tango, publicada por la editorial Corregidor.
La Academia Nacional del Tango dispuso editar la obra escrita y sonora de Zucchi, pero finalmente no se llevó a cabo.
En 1999 comenzó a publicar con Corregidor una monumental obra en diez tomos titulada El tango, el bandoneón y sus intérpretes, de los cuales hasta 2013 habían sido editado tres tomos.

## Obras
- La bandoneonía porteña, Buenos Aires:Centro Editor de América Latina, 1970
- La historia del Tango (Tomo 5: El bandoneón), con Héctor Ernié y Luis Adolfo Sierra, Buenos Aires:Corregidor, 1977
- «Francisco Lomuto», en Historia del tango (tomo 4: Época de oro). Buenos Aires:Corregidor, 1977.
- «Edgardo Donato "a plena luz"». en Historia del tango (Tomo 6: Los años veinte). Buenos Aires:Corregidor, 1977
- «Los estribillistas 1920-30», en Historia del tango (Tomo 11). Buenos Aires:Corregidor, 1978
- El tango, el bandoneón y sus intérpretes (10 tomos), Buenos Aires:Corregidor. Hasta 2013 editados tomos I, II y III.